# Батерст, Генри, 4-й граф Батерст
Генри Джордж Батерст, 4-й граф Батерст (англ. Henry Bathurst, 4nd Earl Bathurst; 24 февраля 1790 — 25 мая 1866) — британский пэр и консервативный политик. Он носил титул учтивости — лорд Эпсли с 1794 по 1834 год.

## Происхождение и образование
Он родился 24 февраля 1790 года в Эпсли-хаусе. Старший сын Генри Батерста, 3-го графа Батерста (1762—1834), и его жены, леди Джорджины Леннокс (1765—1841), третьей дочери лорда Джорджа Леннокса. Он получил образование в Итонском колледже, а затем поступил в Крайст-Черч в Оксфорде, получив степень бакалавра гуманитарных наук в 1811 году и степень магистра гуманитарных наук в 1814 году. В 1820 году он получил степень доктора гражданского права в Оксфордском университете.

## Карьера
Генри Батерст служил клерком у кассира казначейства, а с 1812 по 1817 год — комиссар в Совете Индии. Он заседал в Палате общин Великобритании от Уибли в январе-октябре 1812 года и Сайренсестера в 1812—1834 годах.
С января 1813 года — подполковник-комендант Королевского Котсуолдского местного ополчения в Сайренсестере.
Он был одним из основателей Королевского сельскохозяйственного колледжа в 1845 году.
27 июля 1834 года после смерти своего отца Генри Джордж Батерс унаследовал титулы 4-го графа Батерста из Батерста (графство Сассекс), 4-го барона Батерста из Батерста (Сассекс) и 3-го лорда Эпсли из Эпсли (графство Сассекс).

## Смерть
Лорд Батерст скончался в своей загородной резиденции Окли-Парк в Сайренсестере 25 мая 1866 года в возрасте 76 лет после продолжительной болезни. Он никогда не был женат, и ему наследовал графство его младший брат Уильям.